# National Institute for Occupational Safety and Health

Logo

Das National Institute for Occupational Safety and Health (NIOSH) ist die US-amerikanische Bundesbehörde für arbeitsmedizinische Forschung. Sie ist Teil der Centers for Disease Control and Prevention (CDC), derzeitiger Präsident ist John Howard.
Die NIOSH wurde zusammen mit ihrer Schwesterbehörde OSHA am 29. Dezember 1970 durch den Occupational Safety and Health Act gegründet.
Anfang April 2025 gab Gesundheitsminister Robert F. Kennedy jr. die Entlassung von voraussichtlich 875 Beschäftigten, gut zwei Dritteln der NIOSH-Personals, bekannt. Dies wird gemeinhin als Auflösung der Behörde erachtet.

## Produkte und Veröffentlichungen
- Der NIOSH Pocket Guide to Chemical Hazards informiert Arbeitnehmer, Arbeitgeber und Arbeitsmediziner über Chemikalien am Arbeitsplatz und deren Gefahren.[5]

## Recommended exposure limit
Die Recommended exposure limit´s sind Richtlinien oder auch Arbeitsplatzgrenzwerte, die von der NIOSH empfohlen werden.